# Arturo Tosi

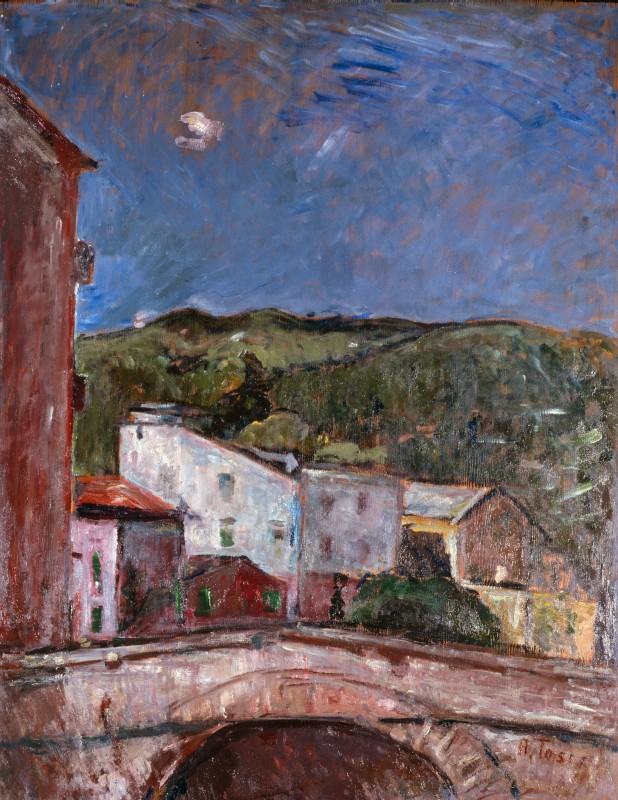
Paysage avec pont, 1933, (Fondazione Cariplo).

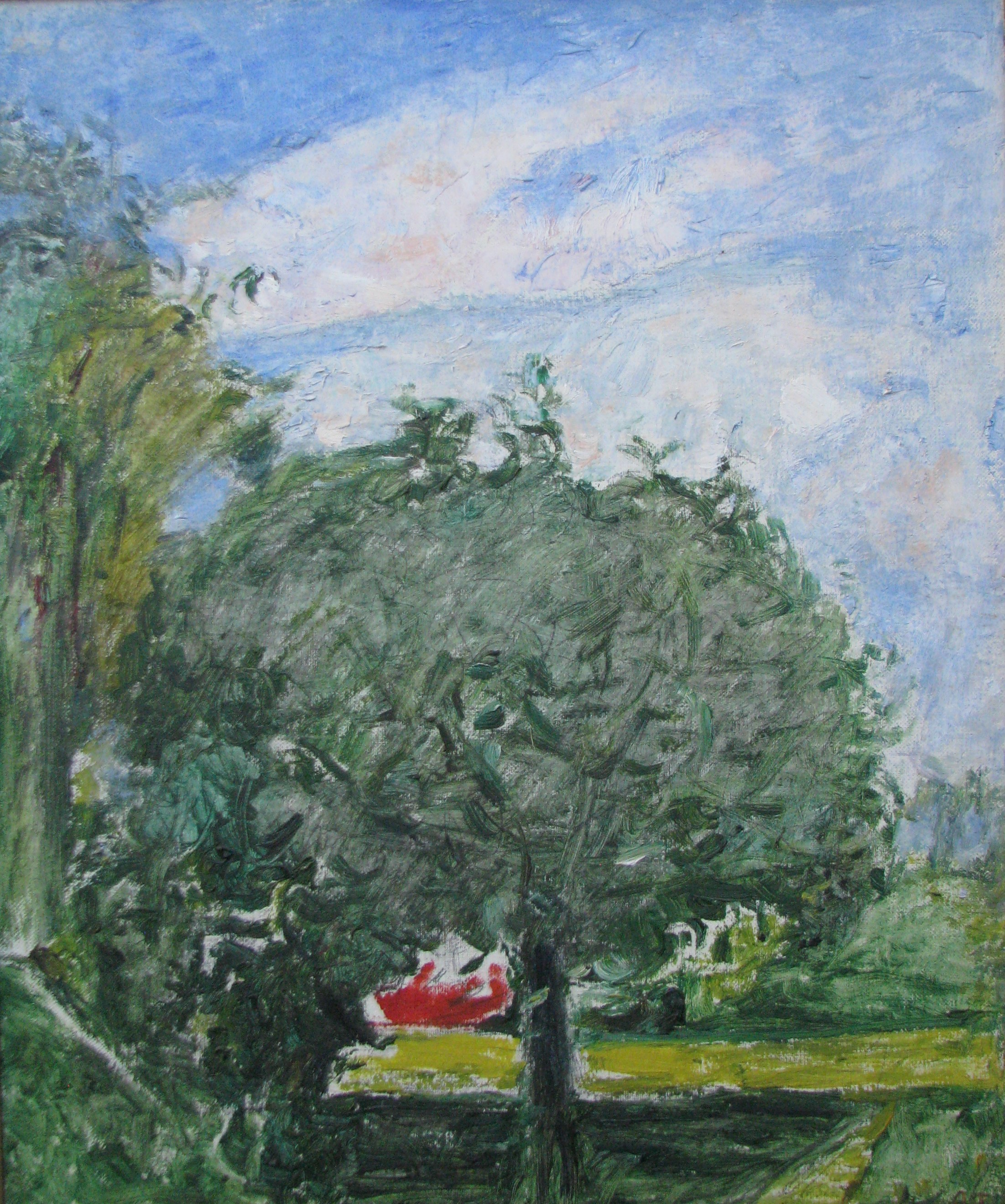
Paysage, 1948, 60 x 50 cm. (Collection privée).

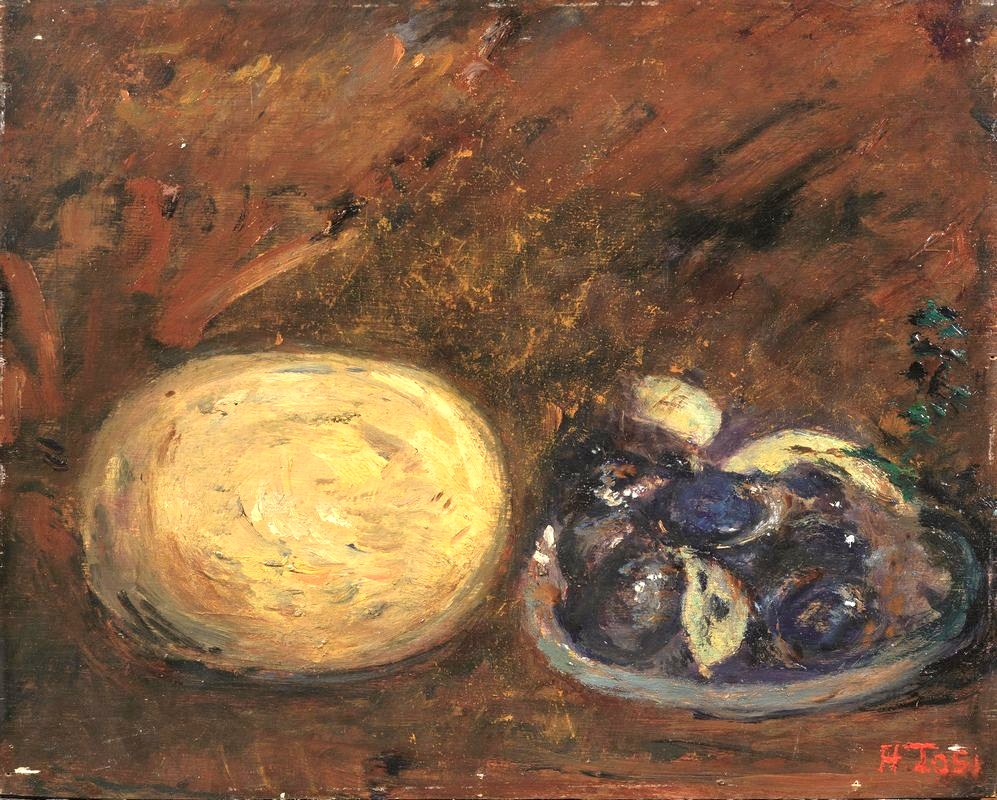
Nature Morte, c. 1940, 32 x 39 cm. (Collection privée).

Arturo Tosi, né le 25 juillet 1871 à Busto Arsizio et mort le 3 janvier 1956 à Milan, est un peintre italien.

## Biographie

### Naissance et formation
Arturo Tosi naît le 25 juillet 1871 à Busto Arsizio, dans une famille d'industriels. Il étudie à la Scuola Libera di Nudo de Brera puis, pendant deux ans, auprès d'Adolfo Feragutti-Visconti, se formant dans le climat du mouvement Scapigliatura sur les œuvres de Daniele Ranzoni et Tranquillo Cremona.

### Carrière
En 1891, il fait ses débuts à la Permanente de Milan avec le tableau Testa di bambina ammalata. En 1909, il participe pour la première fois à la Biennale de Venise, où il sera présent jusqu'en 1954; en 1911, il expose à Munich et est présent à l'Exposition internationale de Rome.
Sa rencontre avec l'œuvre de Cézanne en 1920 l'oriente vers la peinture de paysages en plein air.
En 1922, il reçoit une médaille d'or du ministère de l'Éducation et expose une série de paysages, Poesia di verde, au "Fiorentina Primaverile" ; en 1923, il expose à la Galleria Pesaro de Milan, en 1924, il participe à l'exposition L'Art Italien au Cercle Artistique de Bruxelles, en 1925, il est l'un des fondateurs du mouvement artistique "Novecento" et participe aux expositions de la Permanente de Milan en 1926 et 1929.
En 1926, il expose à Brighton, en 1927 à Zurich, Leipzig, Amsterdam et Genève, en 1929 à Berlin et Paris, en 1930 à Bâle, Buenos Aires et Berne, en 1931 à Stockholm, Baltimore et Munich, en 1933 à Stuttgart, Cassel, Cologne, Berlin, Dresde et Vienne.
À partir de 1928, à la Permanente de Milan, il est membre du comité d'honneur, présidé par le ministre Bottai, pour les expositions de l'Union régionale fasciste de Lombardie. En 1931, il obtient le prix de la Fondation Crespi à la I Quadriennale de Rome et, à Paris, le Grand Prix de peinture où il revient en 1937 pour participer à l'Exposition universelle ; en 1941 et 1942, il expose aux IIIe et IVe Prix de Bergame.
En 1949-1950, Arturio Tosi s'associe au projet de l'importante collection Verzocchi, sur le thème du travail, en envoyant, en plus d'un autoportrait, l'œuvre Terre arate. La collection Verzocchi est actuellement conservée à la Pinacoteca Civica de Forlì.
En 1951, la ville de Milan lui consacre une exposition anthologique et lui décerne une médaille d'or. 

### Franc-maçonnerie
Franc-maçon, il est initié en 1911 dans la loge « Cisalpina - Carlo Cattaneo » de Milan, qui appartient au Grand Orient d'Italie. Dans une lettre de Giovanni Lentini le grand-maître Ettore Ferrari du 13 février 1913, il est proposé comme membre d'une association appelée « Famille artistique », composée de franc-maçon artistes.

### Mort
Arturo Tosi meurt le 3 janvier 1956 à Milan. Il inhumé dans la tombe familiale dans le cimetière de Rovetta.

## Après sa mort
Ses peintures sont conservées dans des musées d'art moderne du monde entier. Le Liceo scientifico statale de Busto Arsizio lui est dédié.

### Exposition posthume
À sa mort, la Biennale de Venise lui a consacré une exposition commémorative, présentant soixante œuvres.
En 2015, la Galerie d'Art moderne (Florence) du Palais Pitti lui a consacré une exposition dont les commissaires étaient Maddalena Paola Winspeare et Simonella Condemi. Ses natures mortes ont servi de pendant à celles d'un certain nombre d'artistes - présents dans les collections de la Galerie - qui ont partagé son parcours culturel. 